# Antonio Sepp
Antonio Sepp von Reinegg, né le 22 novembre 1655 à Caldaro dans le Sud tyrol (alors en Autriche) et décédé le 13 janvier 1733 dans la réduction de San José (aujourd’hui en Argentine)  était un prêtre jésuite autrichien, musicien et missionnaire dans les réductions du Paraguay. Il créa à Yapeyú l’école de musique qui fut célèbre dans toutes les réductions.

## Biographie

### Jeunesse et formation
Antonio Sepp fait ses études secondaires au collège jésuite d’Innsbruck.  Dans sa jeunesse il fait partie de la chorale impériale de Vienne (Autriche) et avec elle il suit une formation musicale à Londres, en Angleterre. Outre le chant il apprend à jouer de plusieurs instruments, tels que l'alto, la trompette, l’orgue et le clavecin.
À 19 ans il entre dans la Compagnie de Jésus et commence son noviciat le 28 septembre 1674 à Landsberg, en Bavière. Au cours de sa formation religieuse il étudie la philosophie et la théologie à Ingolstadt (Bavière) et enseigne les lettres à Landsberg et Lucerne (Suisse). Il est ordonné prêtre le 24 mai 1687, à Augsbourg, 

### Missionnaire dans les Réductions
Se portant volontaire pour les missions d’outremer, Sepp est destiné à la mission du Paraguay. Il passe d’abord quinze mois à Séville (Espagne) pour y apprendre l’espagnol. Et de là se joint au groupe de missionnaires conduit par le père Antonio Parra, qui quitte le port de Cadix le 17 janvier 1691 pour l’Amérique du Sud. Il a dans ses bagages quelques instruments de musique.
Sepp débarque à Buenos Aires le 6 avril. Une lettre envoyée après son arrivée est un témoignage éloquent des pénibles conditions de voyage: pain rance, eau rationnée, maladies pénibles, cabines étroites. C’est la première d'une série de lettres remarquables sur sa vie dans les réductions, qui plus tard seront publiés pour l'édification et le divertissement de ses amis en Europe.
De Buenos Aires, il est envoyé vers le Nord, à Yapeyú, une Réduction fondée en 1626 par le père  Roque González au bord du fleuve Uruguay. Ainsi, sa deuxième lettre ‘édifiante et curieuse’ décrit la réception qu’on leur accorda à leur arrivée. Les lettres de Sepp sont une source importante d’information sur la vie dans les Réductions, couvrant des sujets aussi divers que l'élevage, le commerce, la pharmacopée, la musique et les fêtes. 

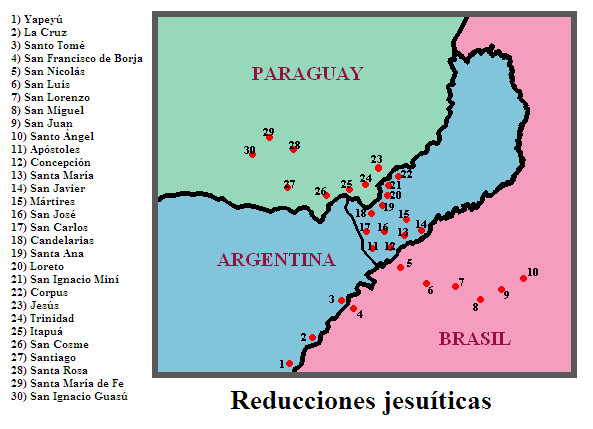
Au n°1, la plus méridionale des Réductions: 'Yapeyú'. Au N°10, la Réduction de 'Santo Angelo' (au Brésil)

### Musicien à Yapeyú
À Yapeyú Sepp apprend la langue guaranie et, mettant à profit sa compétence et talent personnels, commence à former quelques musiciens. Il est frappé par le don naturel qu’ont les Guaranis pour la musique et le chant: « Il n’y a pas d’instrument de musique qu’ils ne puissent apprendre à jouer en peu de temps » écrit-il.  « Durant la seule année 1692, rapporte-il, j’ai formé comme futurs maitres de musique : 6 trompettistes, 4 organistes, 18 cornettistes, 10 bassonistes ». Sans parler d’autres instruments baroques, aujourd’hui inconnus. C’est Sepp qui introduisit les orgues à pédales en Amérique du Sud, et également la harpe, qui est devenue l’instrument national du Paraguay. 
Non content d’enseigner le chant et la musique il est lui-même artisan, facteur d’instruments musicaux. C’est grâce à l’école de musique de Yapeyú et à son atelier d’instruments qu’une forte tradition musicale, répondant bien aux aspirations culturelles des Guaranis, se répand à travers toutes les réductions. De partout on lui envoie des candidats musiciens. Yapeyú est la capitale musicale des réductions Guaranies.

### L’architecte innovateur
Sepp, missionnaire polyvalent, est également architecte. Avec le frère Herman Kraus, il construit l'église de la réduction de Saint Jean-Baptiste ('Sao João Batista') réduction dont il est lui-même le fondateur. Le chantier est ouvert en 1708.
Sa contribution à l'architecture dans les Réductions est double: il découvre un procédé d'extraction par le feu, de petites quantités de fer d’une pierre locale appelée  «ytacuru». Cela devient la première mine de fer du pays. Et vers la fin de sa vie (en 1732) il compose un traité d'instructions pour la construction, qui sera largement utilisé après sa mort. Les églises sont plus spacieuses qu’auparavant. Sans les ciseaux en fer conçus par Sepp les artisans Guaranis n’auraient pas pu tailler les milliers de mètres cubes de pierre et bois nécessaires pour l’édification de leurs églises. 
Antonio Sepp meurt le 13 janvier 1733, dans la réduction de San José (aujourd’hui dans la province de Misiones, en Argentine). 

## Souvenir
La ville de Santo Ângelo, dans le Rio Grande do Sul, au Brésil, semble particulièrement attachée à la mémoire du père Antonio Sepp. Un monument édifié en 1959, rappelle la contribution du père Antonio Sepp à la découverte et exploitation du fer dans la région. Le théâtre municipal porte son nom ‘Padre Antonio Sepp’. De même qu’une école de la ville.

## Écrits
- Relación de viaje a las misiones jesuíticas
- Continuación de las labores apostólicas
- Jardín de flores paracuario (ed. W. Hoffmann), 3 vol., Buenos Aires, 1971-1974.